# ChemRxiv
ChemRxiv (ausgesprochen „chem archive“ – das X steht für den griechischen Buchstaben chi [χ]) ist ein frei zugängliches Preprint-Archiv für Chemie. Betrieben wird es von der American Chemical Society, der Royal Society of Chemistry und der Gesellschaft Deutscher Chemiker. Der neue Preprint-Server wurde 2016 angekündigt und ist seit 2017 online. Anfangs waren die Herausgeber von ACS-Zeitschriften skeptisch und nur 80 % der Herausgeber erlaubten 2017 das Hochladen von Beiträgen auf den Preprint-Server. Im Jahr 2019 traten die Chinese Chemical Society und die Chemical Society of Japan als Miteigentümer des Preprint-Servers bei.
ChemRxiv wurde anfangs nur zögerlich aufgenommen, da mehrere große Zeitschriften der Gründungsorganisationen zunächst keine Unterstützung gewährten: Angewandte Chemie gab ihre Unterstützung im März 2018 und JACS im August 2018 bekannt. Dennoch erhielt ChemRxiv in den ersten achtzehn Monaten mehr als 1.000 Einreichungen, die 2019 auf 2.314 anstiegen. Wie bei anderen Preprint-Servern gab es auch hier im Jahr 2020 einen Anstieg der COVID-19 -Preprints. Im Jahr 2024 sind über 43.000 Einreichungen verzeichnet.